# Benzylpenicillin
Benzylpenicillin, også kendt som penicillin G, er det klassiske penicillin. Benzylpenicillin bør gives parenteralt (intravenøst eller intramuskulært), da det nedbrydes af saltsyren i mavesækken. Da det gives parenteralt opnås der højere vævskoncentrationer hvilket giver en højere bakteriedræbende effekt end phenoxymethylpenicillin.

## Anvendelse
Benzylpenicillin anvendes primært på sygehuse, hvor det bruges til at behandle alvorlige bakterielle infektioner med primært Gram-positive bakterier, men også visse Gram-negative bakterier.
Infektionerne omfatter lungebetændelse, halsbetændelse, stråbelågsbetændelse, mastoiditis, meningitis, sepsis, gonorré, syfilis og visse hudinfektioner herunder rosen.